# Santa Magdalena del mas Vilaprinyó
Santa Magdalena del mas Vilaprinyó és una capella de la masia de Vilaprinyó, al municipi de Castellar de la Ribera (Solsonès), inclosa a l'Inventari del Patrimoni Arquitectònic de Catalunya.

## Situació
La capella està adossada a la masia de Vilaprinyó, als altiplans dels marges dret de la Ribera Salada i del barranc de Querol. S'hi va des de la carretera C-26 (Bassella-Solsona): al km. 91,7 es trenca en direcció a Montpol, es creua el pont i s'arriba al Molí de Querol. Es pren la pista que puja cap a l'esquerra, pel marge dret del barranc de Querol, direcció Vilaprinyó (indicada).

## Descripció

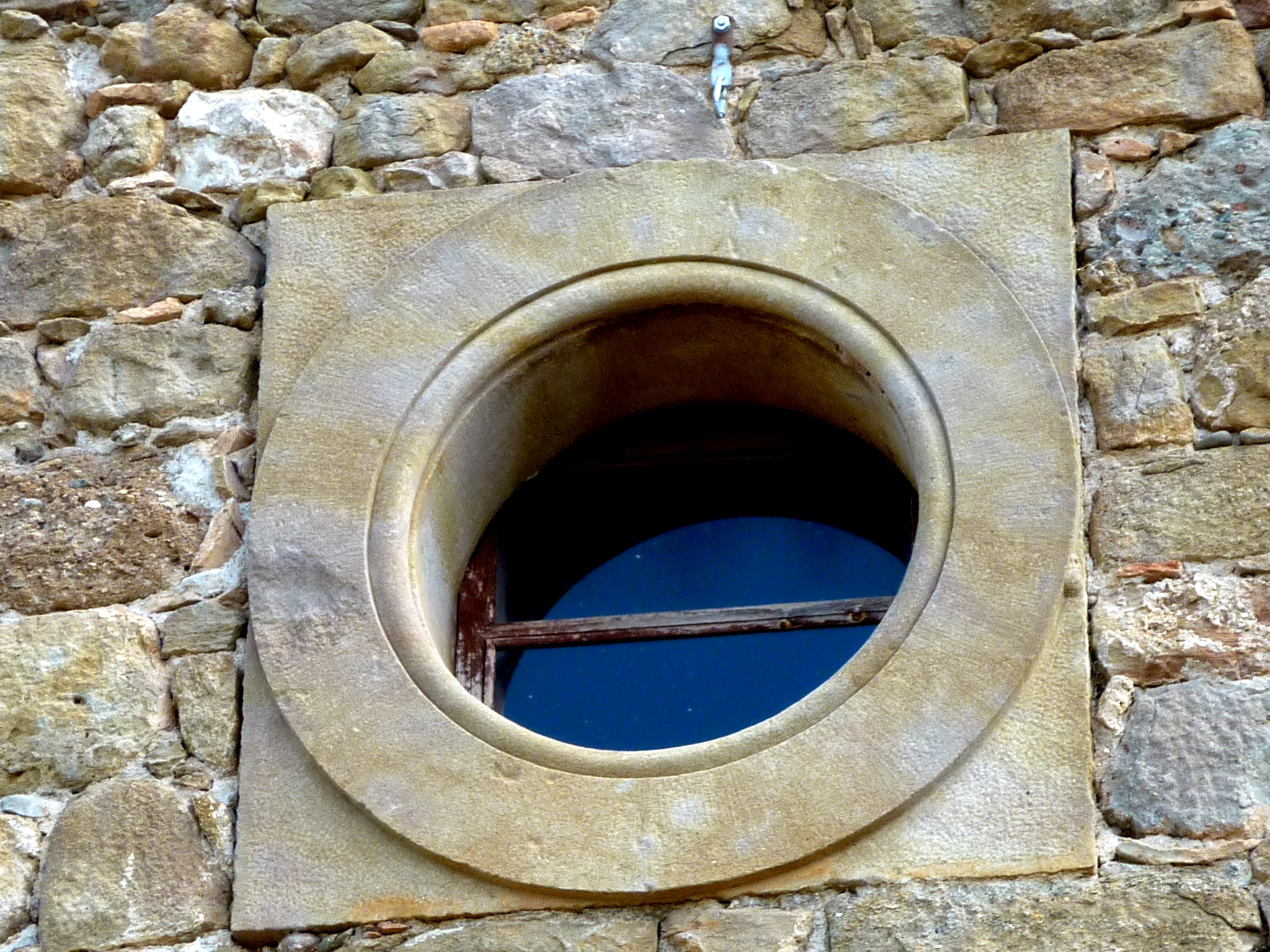
Ull de bou monolític

La nau és de planta rectangular. El campanar d'espadanya és d'una sola finestra amb arc de mig punt. Al frontis hi ha un ull de bou, construït d'un sol bloc de pedra.
L'església està partida per un sostre. La part de dalt, està condicionada com a part residencial i el pis de sota  condicionat com a local.